# Flybe
Flybe – brytyjskie byłe linie lotnicze z siedzibą w Exeter. Obsługiwały połączenia do krajów europejskich. 5 marca 2020 firma ogłosiła upadłość.
Głównymi hubami były: Port lotniczy Exeter, Port lotniczy Birmingham i Port lotniczy Southampton.

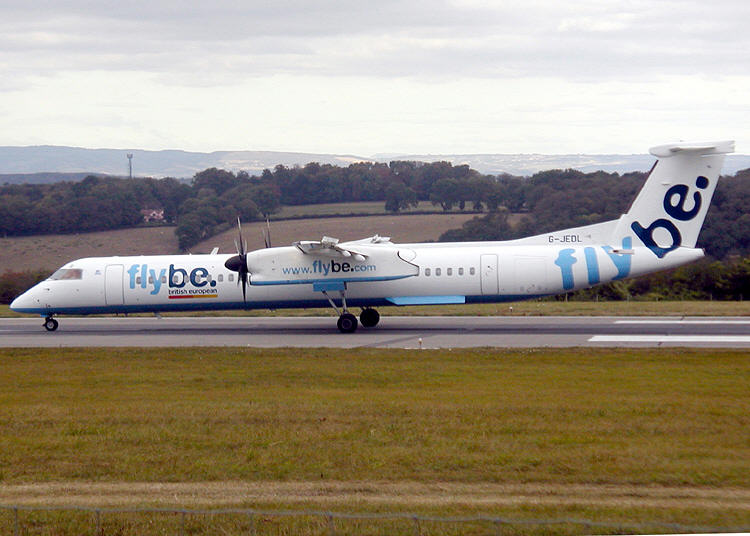
Flybe Dash 8
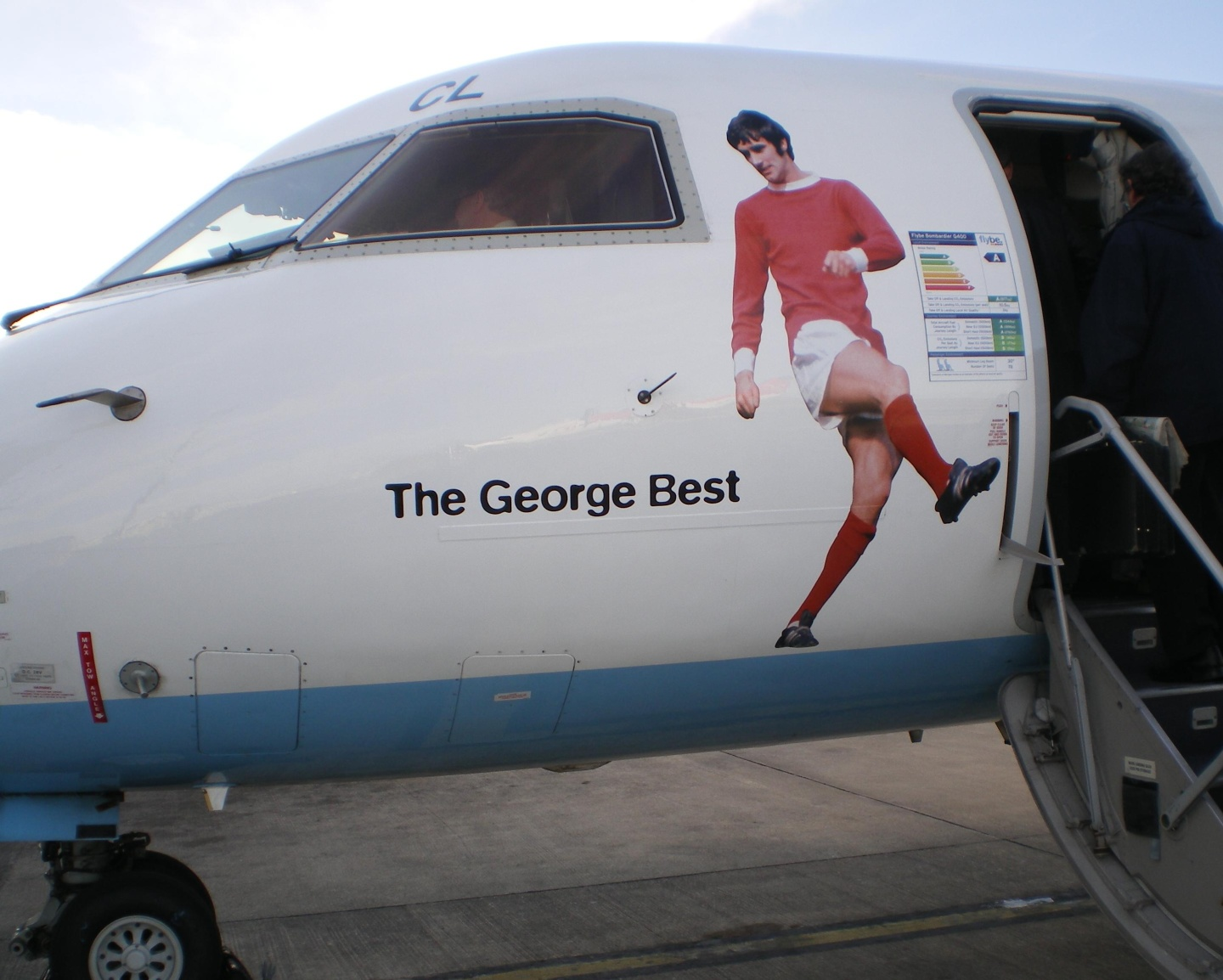
Samolot Dash 8 The George Best przed startem do Liverpoolu z lotniska na wyspie Man